# Manuel Arteaga (piłkarz)
Manuel Alejandro Arteaga Rubianes (ur. 17 czerwca 1994 w Maracaibo) – wenezuelski piłkarz występujący na pozycji napastnika w amerykańskim Indy Eleven.

## Kariera klubowa
Arteaga rozpoczynał karierę w klubie Zulia FC. W 2011 roku pojawił się na testach we włoskim zespole ACF Fiorentina, ale ostatecznie nie trafił do tego klubu. W 2012 roku został zawodnikiem Parma F.C. Następnie był zawodnikiem takich klubów jak: Deportivo Anzoátegui, Zulia, US Palermo, Hajduk Split. W 2016 trafił do Club The Strongest. Następnie występował w: Seraing United, Deportivo La Guaira, FC Arouca i Zamora FC.

## Kariera reprezentacyjna
Arteaga w reprezentacji Wenezueli zadebiutował 17 sierpnia 2011 roku w towarzyskim meczu przeciwko Salwadorowi. Na boisku pojawił się w 82 minucie.